# Willmars
Willmars è un comune tedesco di 674 abitanti, situato nel land della Baviera.